# Тијаго Силва
Тијаго Емилијано да Силва (порт. Thiago Emiliano da Silva; рођен 22. септембра 1984, у Рио де Жанеиру), познатији као Тијаго Силва, бразилски је фудбалер који тренутно игра за бразилски Флуминенсе.

## Клупска каријера
Као јуниор, Тијаго Силва је наступао за Флуминнсе, али није потписао уговор када је одрастао. Ипак, клуб из јужног Бразила Футебол му је понудио угвор и добрим партијама је скренуо пажњу на себе и убрзо га је у своје редове довео оближњи Жувентуд, са којим је имао одличну дебитантску сезону у Првој лиги 2004..
Тада је Тијаго Силва играо као десно крило десно крило, али је такође играо и на средини терена, да би затим заиграо као централни дефанзивац и тако је привукао је пажњу Европских клубова. Прво, он је играо за Порто, а затим је прешао у Динамо из Москве. Али, сезоне са Портом и Динамо Москвом биле су праћене повредама и болешћу, и на крају се вратио у Бразил да обнови своју каријеру у клубу у ком је поникао.

### Флуминенсе
У Флуминенсеу, Тијаго Силва се коначно вратио у стару форму и више није био праћен повредама. Флуминенсе је завршио сезону на петнаестом месту. Наредне године, Флуминенсе је завршио на четвртом месту Шампионата Бразила, примио је само 39 голова на 38 утакмица и освојио је Куб Бразила. Тијаго Силва је такође био кључни играч за Флуминенсе у Копа Либертадорес, када су изгубили у финалу после лошијег извођења пенала од шампиона ЛДУ Кито

### Милан
У децембру 2008., Тијаго Силва придружио Милану, који га је платио 10 милиона евра. Али је Силва званично регистрован као играч Милана тек од јула 2009, пошто је клуб већ потписао уговор са два не-држављана ЕУ током 2008-09 сезоне. Деби за свој нови клуб је направио у пријатељској утакмици против Хановера 21. јануара 2009. Он је одиграо свих 90 минута за Россонере на тој утакмици. А да би свој лигашки деби остварио у победи над Сијеном 2:1. Од када се придружио Милану, Тијаго Силва је стално напредовао, а добијао је похвале за свој повремене излете на противничке половине. У пару са Алесандром Нестом је чинио вероватно најбољи одбрамбени пар у Серији А. Тијаго Силва даје брзину Милановој одбрани, јер је у стању да стигне скоро сваког нападача у Серији А или у било којој другој лиги широм света. Био је један од најбољих дефанзиваца у Серији А. 8. новембра 2009, он је постигао свој први гол против Лација. у Сезони Милана је освојио своју прву титулу у Серији А након седам година, а Тијаго Силва је одиграо кључну улогу. У тој сезони Тијаго Силва је одиграо 39 утакмица, и зарадио је само један жути картон током целе сезоне.
Дана 17. маја 2011, Милан је објавио да је Силва продужио уговор до 30. јуна 2016.
Током летњег трансфер периода 2012. Силва је довођен у везу са Пари Сен Жермен. Парижани су упутили понуду од 46 милиона €, али је председник Милана Силвио Берлускони одлучио да одбије ту понуду. 2. јула 2012. поново продужује уговор до 2017.

### Пари Сен Жермен
Дана 14. јула је објављено да је Силва прешао у редове богатих Парижана за суму од 42 милиона €.

### Челси
Августа 2020. године је потписао једногодишњи уговор са лондонским клубом Челси, и могућношћу потписивања на још 12 месеци.

## Репрезентација
Карлос Дунга је одабрао Тијага Силву је да игра за Бразил на Олимпијским играма 2008. Био је један од два играча преко 23 година старости, други је био Роналдињо. Пре Олимпијских игара, он је играо на само два пријатељска меча против Сингапура и Вијетнама. Силва је такође био члан Бразила за Светско првенство у фудбалу 2010., зато што је претходну сезону одиграо у врхунској форми са Миланом, али он није одиграо ниједну утакмицу на шампионату. Такође је био члан Бразилске репрезентације за Куп Америке 2011. До сад је сакупио 20 утакмица за Бразил, и није постигао ниједан гол.

## Статистика

### Клубови
| Клуб              | Сезона            | Лига | Лига | Куп  | Куп | Континентална | Континентална | Лига куп, суперкуп, регионална лига | Лига куп, суперкуп, регионална лига | Укупно | Укупно |
| Клуб              | Сезона            | Утак | Гол  | Утак | Гол | Утак          | Гол           | Утак                                | Гол                                 | Утак   | Гол    |
| ----------------- | ----------------- | ---- | ---- | ---- | --- | ------------- | ------------- | ----------------------------------- | ----------------------------------- | ------ | ------ |
| Футебол           | 2002              | —    | —    | —    | —   | —             | —             | 8                                   | 2                                   | 8      | 2      |
| Футебол           | 2003              | —    | —    | —    | —   | —             | —             | 17                                  | 0                                   | 17     | 0      |
| Футебол           | Укупно            | —    | —    | —    | —   | —             | —             | 25                                  | 2                                   | 25     | 2      |
| Жувентуде         | 2004              | 28   | 3    | 1    | 0   | —             | —             | 7                                   | 0                                   | 36     | 3      |
| Жувентуде         | Укупно            | 28   | 3    | 1    | 0   | —             | —             | 7                                   | 0                                   | 36     | 3      |
| Порто Б           | 2004/05           | 14   | 0    | —    | —   | —             | —             | —                                   | —                                   | 14     | 0      |
| Порто Б           | Укупно            | 14   | 0    | —    | —   | —             | —             | —                                   | —                                   | 14     | 0      |
| Динамо Москва     | 2005              | 0    | 0    | 0    | 0   | 0             | 0             | —                                   | —                                   | 0      | 0      |
| Динамо Москва     | Укупно            | 0    | 0    | 0    | 0   | 0             | 0             | —                                   | —                                   | 0      | 0      |
| Флуминенсе        | 2006              | 31   | 0    | 7    | 0   | 4             | 0             | 4                                   | 0                                   | 46     | 0      |
| Флуминенсе        | 2007              | 30   | 5    | 12   | 3   | —             | —             | 9                                   | 0                                   | 51     | 8      |
| Флуминенсе        | 2008              | 20   | 1    | —    | —   | 12            | 2             | 14                                  | 3                                   | 46     | 6      |
| Флуминенсе        | Укупно            | 81   | 6    | 19   | 3   | 16            | 2             | 27                                  | 3                                   | 143    | 14     |
| Милан             | 2009/10           | 33   | 2    | 0    | 0   | 7             | 0             | —                                   | —                                   | 40     | 2      |
| Милан             | 2010/11           | 33   | 1    | 3    | 0   | 6             | 0             | —                                   | —                                   | 42     | 1      |
| Милан             | 2011/12           | 27   | 2    | 3    | 0   | 7             | 1             | —                                   | —                                   | 37     | 3      |
| Милан             | Укупно            | 93   | 5    | 5    | 0   | 20            | 1             | 1                                   | 0                                   | 119    | 6      |
| Пари Сен Жермен   | 2012/13           | 22   | 0    | 1    | 0   | 9             | 2             | 2                                   | 1                                   | 34     | 3      |
| Пари Сен Жермен   | 2013/14           | 28   | 3    | 2    | 0   | 7             | 0             | 5                                   | 0                                   | 42     | 3      |
| Пари Сен Жермен   | 2014/15           | 26   | 1    | 5    | 0   | 6             | 1             | 3                                   | 0                                   | 40     | 2      |
| Пари Сен Жермен   | 2015/16           | 30   | 1    | 4    | 0   | 9             | 0             | 3                                   | 0                                   | 46     | 1      |
| Пари Сен Жермен   | 2016/17           | 27   | 3    | 3    | 1   | 7             | 0             | 3                                   | 2                                   | 40     | 6      |
| Пари Сен Жермен   | 2017/18           | 25   | 1    | 5    | 0   | 6             | 0             | 3                                   | 0                                   | 39     | 1      |
| Пари Сен Жермен   | 2018/19           | 25   | 0    | 4    | 0   | 7             | 0             | 3                                   | 0                                   | 39     | 0      |
| Пари Сен Жермен   | 2019/20           | 21   | 0    | 3    | 1   | 9             | 0             | 2                                   | 0                                   | 35     | 1      |
| Пари Сен Жермен   | Укупно            | 204  | 9    | 27   | 2   | 60            | 3             | 24                                  | 3                                   | 315    | 17     |
| Челси             | 2020/21           | 23   | 2    | 2    | 0   | 8             | 0             | 1                                   | 0                                   | 34     | 2      |
| Челси             | 2021/22           | 32   | 3    | 3    | 0   | 9             | 0             | 4                                   | 0                                   | 48     | 3      |
| Челси             | 2022/23           | 27   | 0    | 0    | 0   | 8             | 0             | 0                                   | 0                                   | 35     | 0      |
| Челси             | 2023/24           | 31   | 3    | 4    | 1   | 0             | 0             | 3                                   | 0                                   | 38     | 4      |
| Челси             | Укупно            | 113  | 8    | 9    | 1   | 25            | 0             | 8                                   | 0                                   | 140    | 7      |
| Флуминенсе        | 2024              | 15   | 0    | 1    | 0   | 4             | 1             | —                                   | —                                   | 20     | 1      |
| Флуминенсе        | 2025              | 2    | 0    | 0    | 0   | 1             | 0             | 7                                   | 1                                   | 10     | 1      |
| Флуминенсе        | Укупно            | 17   | 0    | 1    | 0   | 5             | 1             | 7                                   | 1                                   | 30     | 2      |
| Укупно у каријери | Укупно у каријери | 550  | 31   | 62   | 6   | 126           | 7             | 99                                  | 9                                   | 837    | 53     |

### Репрезентација
| 2008   | 3   | 0 |
| 2009   | 3   | 0 |
| 2010   | 5   | 0 |
| 2011   | 13  | 0 |
| 2012   | 8   | 1 |
| 2013   | 12  | 1 |
| 2014   | 9   | 1 |
| 2015   | 6   | 1 |
| 2016   | 1   | 0 |
| 2017   | 7   | 1 |
| 2018   | 10  | 1 |
| 2019   | 12  | 1 |
| 2020   | 4   | 0 |
| 2021   | 9   | 0 |
| 2022   | 11  | 0 |
| Укупно | 113 | 7 |

## Голови за репрезентацију
| #  | Датум               | Место                   | Противник        | Гол | Резултат | Такмичење               |
| -- | ------------------- | ----------------------- | ---------------- | --- | -------- | ----------------------- |
| 1. | 30. мај 2012.       | Ландовер, САД           | Сједињене Државе | 2-0 | 4-1      | Пријатељска             |
| 2. | 10. септембар 2013. | Фоксборо, САД           | Португалија      | 1-1 | 3-1      | Пријатељска             |
| 3. | 4. јул 2014.        | Форталеза, Бразил       | Колумбија        | 1-0 | 2-1      | Светско првенство 2014. |
| 4. | 21. јун 2015.       | Сантијаго де Чиле, Чиле | Венецуела        | 1-0 | 2-1      | Амерички куп 2015.      |
| 5. | 13. јун 2017.       | Мелбурн, Аустралија     | Аустралија       | 2-0 | 4-0      | Пријатељска             |
| 6. | 27. јун 2018.       | Москва, Русија          | Србија           | 2-0 | 2-0      | Светско првенство 2018. |
| 7. | 9. јун 2019.        | Порто Алегре, Бразил    | Хондурас         | 2-0 | 7-0      | Пријатељска             |

## Највећи успеси

### Флуминенсе
- Куп Бразила (1) : 2007.

### Милан
- Првенство Италије (1) : 2010/11.
- Суперкуп Италије (1) : 2011.

### Пари Сен Жермен
- Првенство Француске (7) : 2012/13, 2013/14, 2014/15, 2015/16, 2017/18, 2018/19, 2019/20.
- Куп Француске (5) : 2014/15, 2015/16, 2016/17, 2017/18, 2019/20. (финале 2018/19).
- Лига куп Француске (6) : 2013/14, 2014/15, 2015/16, 2016/17, 2017/18, 2019/20.
- Суперкуп Француске (7) : 2013, 2014, 2015, 2016, 2017, 2018, 2019.
- Лига шампиона : финале 2019/20.

### Челси
- Лига шампиона (1) : 2020/21.
- УЕФА суперкуп (1) : 2021.
- Светско клупско првенство (1) : 2021.
- ФА куп : финале 2020/21, 2021/22.
- Лига куп Енглеске : финале 2021/22.

### Бразил до 23
- Олимпијске игре (1) : 2008. (сребро 2012).

### Бразил
- Копа Америка (1) : 2019. (финале 2021).
- Куп конфедерација (1) : 2013.